# 柔依·卡山
柔依·席維卡·卡山（英語：Zoe Swicord Kazan，1983年9月9日—）是一名美國女演員、劇作家及編劇。曾出演過多部百老匯作品，同時也會撰寫戲劇劇本。2018年，卡山和她的伴侶保羅·迪諾共同撰寫了迪諾的執導作《狂野生活》。

## 個人生活
卡山從2007年以來與保羅·迪諾維持著伴侶關係。兩人有一個女兒 Alma Day ，出生於2018年8月。

## 外部連結
- 柔依·卡山在互联网电影资料库（IMDb）上的資料（英文）
- 柔依·卡山的Instagram帳戶
- 柔依·卡山的X（前Twitter）